# Fest TV
ГО «МОЛОДІЖНЕ ТЕЛЕБАЧЕННЯ «ФЕСТ-ТВ» - це українська неприбуткова громадська організація, що займається журналістикою та правозахисною діяльністю.

## Історія
1 травня 2016 року група студентів та випускників історичного факультету ХНПУ імені Г.С. Сковороди  Харківського національного педагогічного університету імені Г. С. Сковороди вперше зібралася в аудиторії та вирішили створити студентське телебачення «Фест-ТВ». Через рік ГО «Рада Старійшин Харківщини» та ХНПУ імені Г.С.Сковороди вирішили допомогти розвитку студентської ініціативи і засіданням ГО «Рада Старійшин Харківщини», куди входив колишній ректор ХНПУ Іван Прокопенко (нині вже покійний) було офіційно затверджено проект «Студентське телебачення Фест-ТВ» при ХНПУ імені Г. С. Сковороди, яке розпочало свою роботу з 17 липня 2017 року. Президентом та продюсером був Владислав Булинін, а Віце-президентом та режисером Олександр Васильцов.
У період з 2017-2018 роки Студентське телебачення «Фест-ТВ» працювало під керівництвом Владислава Булиніна, основним напрямком діяльності були публікації про викладачів ХНПУ імені Г.С. Сковороди та створення відео сюжетів разом із ведучим Владиславом Максименко. На другому році роботи на зібранні колективу «Фест-ТВ» було вирішено не зупинятися на одному педагогічному університеті та розширяти свою діяльність на усе місто, щоб розширити напрями своєї діяльності.
17 липня 2019 року, що символічно співало із днем першої реєстрації,  «Фест-ТВ», проходить реєстрацію як самостійна громадська організація під назвою ГО «Молодіжне телебачення «Фест-ТВ» (Код ЄДРПОУ 43118065). Головою Правління було обрано Олександра Васильовича Васильцова, а першим заступником Голови Правління стала Ксенія Валеріївна Верич. Пізніше другим Заступником Голови Правління було призначено Владислава Олександровича Булиніна, а Секретарем Правління Романа Витальовича Корнєва.
Наразі «ФЕСТ-ТВ» це незалежна громадська організація, яка має 4 напрямки діяльності: журналістика, правозахисна діяльність, волонтерство та Школа Журналістики. 
Напрями діяльності
1. Журналістика. У цьому напрямку під керівництвом Заступника Голови Правління Владислава Булиніна дуже багато уваги приділяється створенню відеосюжетів із ведучими Оксаною Полянічкіною та Іваном Скляром. Монтаж та візуальні ефекти здійснює інженер монтажу Данило Стецюра.  Постійно публікуються статті у газетах «Трибуна Трудящих», «Вчитель» та «Слов’янка» на юридичну та інші тематики. Спецкореспондент Анастасія Вижанова робить журналістські запити та звернення до органів місцевого самоврядування із метою захисту прав громадян та веде активно боротьбу із корупцією та іншими порушеннями законодавства у галузі освіти.
2. «Школа Журналістики». Це спільний громадський проект гуртків «Точка зору» та «Школа успіху» ЦДЮТ Холодногірського району та ГО «Молодіжне телебачення «Фест-ТВ». «Школа Журналістики» це місце живого спілкування, своєрідний творчий громадський прес-клуб, де у справжньому форматі діалогу поколінь, можна знімати стрес, спілкуватися, творчо розвиватися у літературно-художньому, літературно-журналістському, правовому, психологічному, журналістсько-музичному напрямках. Вивчаються основи медіа-грамотності, критичного та креативного мислення. У «Школі Журналістики» можна вивчити основи та напрями журналістики, права журналістів, основи медіа-професій. Спілкування їде доступною та зрозумілою мовою. Очолює напрям «Школа Журналістики» член НСЖУ Леонід Гапєєв. Лектори «Школи Журналістики» Голова Правління ГО «Фест-ТВ» Олександр Васильцов, ведучі Оксана Полянічкіна та Іван Скляр.  Під керівництвом досвідчених журналістів члени гуртка пишуть статті на різні теми для газет. Багато авторів мають понад 10 публікацій у різних друкованих виданнях. Учасники проекту «Школа Журналістики» неодноразово займали призови місця на міжнародному фестивалі «Щастя у творчості». За підтримки партнерів регулярно проводяться щорічні міські дитячі конкурси з журналістики «Спроба пера» , «Сяйво» та міжобласний дитячий конкурс «Мій творчій антістрес! ».
3. Волонтерська діяльність. Волонтерська діяльність проводиться під керівництвом Першого заступника Голови Правління Ксенії Верич. Серед волонтерських акцій є постійні здачі крові, збори одягу та іграшок, допомога літнім людям та багато іншого.
4. Правозахисна діяльність. Правозахисна діяльність проводиться під керівництвом Голови Правління ГО «Фест-ТВ» Олександра Васильцова, правника та історика за освітою. Юрист громадської організації Ірина Медведєва надає безкоштовні юридичні консультації всім бажаючим та допомагає з підготовкою процесуальних документів та багато іншого.

## Партнери громадської організації
Громадська організація здійснює свою діяльність при підтримці партнерів: ГО «Рада Старійшин Харківщини», ГС «Об'єднання громадських організацій ОГО», звукозаписна компанія «НН Студія», Харківський національний педагогічний університет імені Г.С.Сковороди, Всеукраїнська газета Харківсько-Слобожанської паланки Війська Запорізького «Слов'янка» , ГО «Психокультура»,  Центр дитячого розвитку "Промінь" та інші.  